# Garsinde de Béziers
Garsinde de Béziers, attestée de 990 à 1034, est vicomtesse de Béziers et d'Agde (après 993 - vers 1034).

## Biographie
Garsinde est la fille aînée de Guillaume II (attesté de 967 à 993), vicomte de Béziers et d'Agde et de sa première épouse, Ermetrude, surnommée Druda, mentionnée en 967 et 977. Selon une pratique anthroponymique alors très fréquente, elle est prénommée en mémoire de sa grand-mère paternelle présumée, la vicomtesse Garsinde, qui apparaît une seule fois en octobre 969 dans les sources historiques de l'époque comme exécutrice testamentaire de son probable époux, le vicomte Rainard II de Béziers, attesté de 961 à 969.  
Guillaume et Ermetrude ont aussi une seconde fille plus jeune, Sénégonde. Après la mort de son épouse, le vicomte Guillaume se remarie avec une dénommée Arsinde, qui apparaît à ses côtés entre 990 et 993.
Le premier document où la jeune Garsinde apparaît est le testament de son père, rédigé en 990 alors que ce dernier se prépare à partir en pèlerinage à Rome avec sa seconde épouse. En l'absence de frères et en qualité d'aînée, elle reçoit l'essentiel du patrimoine paternel; sa cadette Sénégonde ne reçoit qu'un lot qualifié de « dérisoire » par l'historienne Claudie Duhamel-Amado.
Garsinde épouse avant le 21 juillet 1007 le comte Raymond Roger, fils aîné de Roger Ier le Vieux, comte de Carcassonne et de Razès, avec qui elle a deux fils, Pierre et Guillaume.
Après la mort de son époux, survenue avant avril 1011, Garsinde se remarie avant le 28 juillet 1013 avec Bernard Pelet, seigneur d'Anduze, lui-même veuf d'une dénommée Ermengarde avec qui il avait eu trois fils, Frédol, Géraud et Almerade,. Le nouveau couple a ensemble deux autres fils, Raymond et Bermond,.
Bernard Pelet meurt entre le 10 août 1024 et le 18 décembre 1029,. Garsinde le suit dans la tombe quelques années plus tard, après août 1034 et avant 1042.